# 204852 Frankfurt
204852 Frankfurt è un asteroide della fascia principale. Scoperto nel 2007, presenta un'orbita caratterizzata da un semiasse maggiore pari a 2,7365756 UA e da un'eccentricità di 0,0529722, inclinata di 16,39311° rispetto all'eclittica.
È dedicato alla città tedesca di Francoforte sul Meno.